# Heterosais cadra
Heterosais cadra är en fjärilsart som beskrevs av Frederick DuCane Godman och Osbert Salvin 1878. Heterosais cadra ingår i släktet Heterosais och familjen praktfjärilar. Inga underarter finns listade i Catalogue of Life.